# Certina
Certina er et schweizisk urmærke. Virksomheden blev grundlagt i Schweiz i 1888 af Adolf og Alfred Kurth, selskabet er i dag en del af Swatch Group. Certina er kendt for deres DS-teknologi, som blev udviklet i 1959. DS, "Double Security" beskytter urværket yderligere og gør alle deres ure ekstra modstandsdygtige overfor vand og stød. Da konceptet blev udviklet, kunne ure typisk ikke modstå fald fra meget mere end 2 meters højde, men med DS-teknologien kunne Certinas ure klare fald fra op til 6 meters højde. 

## Historie
Certina blev grundlagt af Adolf og Alfred Kurth i 1888 som en virksomhed, der fremstillede dele til ure. Certinas første komplette ur blev produceret I 1906 under navnet "Grana". Da virksomheden holdt 50 års jubilæum i 1938 havde den 250 mederarbejdere. I 1939 bliver "Certina" navnet registreret hos Swiss Federal Institute of Intellectual Property.
I 1983 blev Certina et medlem af SMH Group, hvilket senere blev til Swatch Group.

## Ambassadører
- Sauber F1 Team
- Oliver Keller
- Ole Einar Bjørndalen

## Ur-serier
- Revelation
- DS 1
- DS 2 : 2013 -
- DS 3
- DS 4
- DS 4 Big Size
- DS Action
- DS Action Diver
- DS Caimano
- DS Dream
- DS Eagle
- DS First
- DS Mini Spel
- DS Multi-8
- DS Podium
- DS Podium Big Size
- DS Podium Square
- DS Podium Valgranges
- DS Powermatic 80 : 2014-
- DS Prime
- DS Queen : 2013-
- DS Rookie
- DS Spel
- DS Stella